# Postcráneo
El postcráneo o esqueleto postcraneal se refiere, en zoología y paleontología de 
vertebrados, a todo o una parte del esqueleto diferente al cráneo.
El postcráneo está compuesta de:
- El esqueleto axial: columna vertebral, costillas y estructuras relacionadas del cuello, tronco y cola).
- El esqueleto apendicular: miembros anteriores y posteriores, y sus articulaciones.

Con frecuencia, en restos fósiles, por ejemplo de dinosaurios u otros tetrápodos, están formados de partes aisladas del esqueleto; a estas partes se les conoce como «postcráneo».
En ocasiones, existe desacuerdo si estos fragmentos óseos en realidad pertenecen al mismo espécimen, e incluso a la misma especie. Un ejemplo es el cráneo del saurópodo Nemegtosaurus del Cretácico junto al esqueleto postcraneal de Opisthocoelicaudia.